# Монктон-Арунделл, Джордж, 7-й виконт Голуэй
Джордж Эдмунд Милнс Монктон-Арунделл, 7-й виконт Голуэй (англ. George Edmund Milnes Monckton-Arundell, 7th Viscount Galway; 18 ноября 1844 — 7 марта 1931) — британский консервативный политик и придворный.

## Происхождение и образование
Родился 18 ноября 1844 года на Графтон-стрит, Лондон, Англия. Единственный сын Джорджа Монктона-Арунделла, 6-го виконта Голуэя (1805—1876), и его жены и двоюродной сестры Генриетты Мэри Милнс (? — 1891), дочери Роберта Пембертона Милнса и сестры Ричарда Монктона Милнса, 1-го барона Хоутона.
Он получил образование в Итонском колледже и в колледже Крайст-Черч Оксфордского университета, получив степень магистра искусств.

## Карьера
Джордж Милнс Монктон-Арунделл заседал в Палате общин Великобритании от Северного Нортгемптоншира в 1872—1885 годах.
6 февраля 1876 года после смерти своего отца Джордж Милнс Монктон-Арунделл унаследовал титулы 7-го виконта Голуэя (Пэрство Ирландии) и 7-го барона Килларда в графстве Клэр (Пэрство Ирландии).
4 июля 1887 года виконт Голуэй получил титул барона Монктона  из Серлби в графстве Ноттингемшир (Пэрство Соединённого королевства), что давало ему право на автоматическое место в Палате лордов Великобритании.
Адъютант королевы Виктории (1897—1901), короля Эдуарда VII (1901—1910) и короля Георга V (1910—1920). Мировой судья и заместитель лейтенанта графства Ноттингемшир, а также председатель и олдермен Совета графства Ноттингемшир.
Кавалер Ордена Бани.

## Личная жизнь

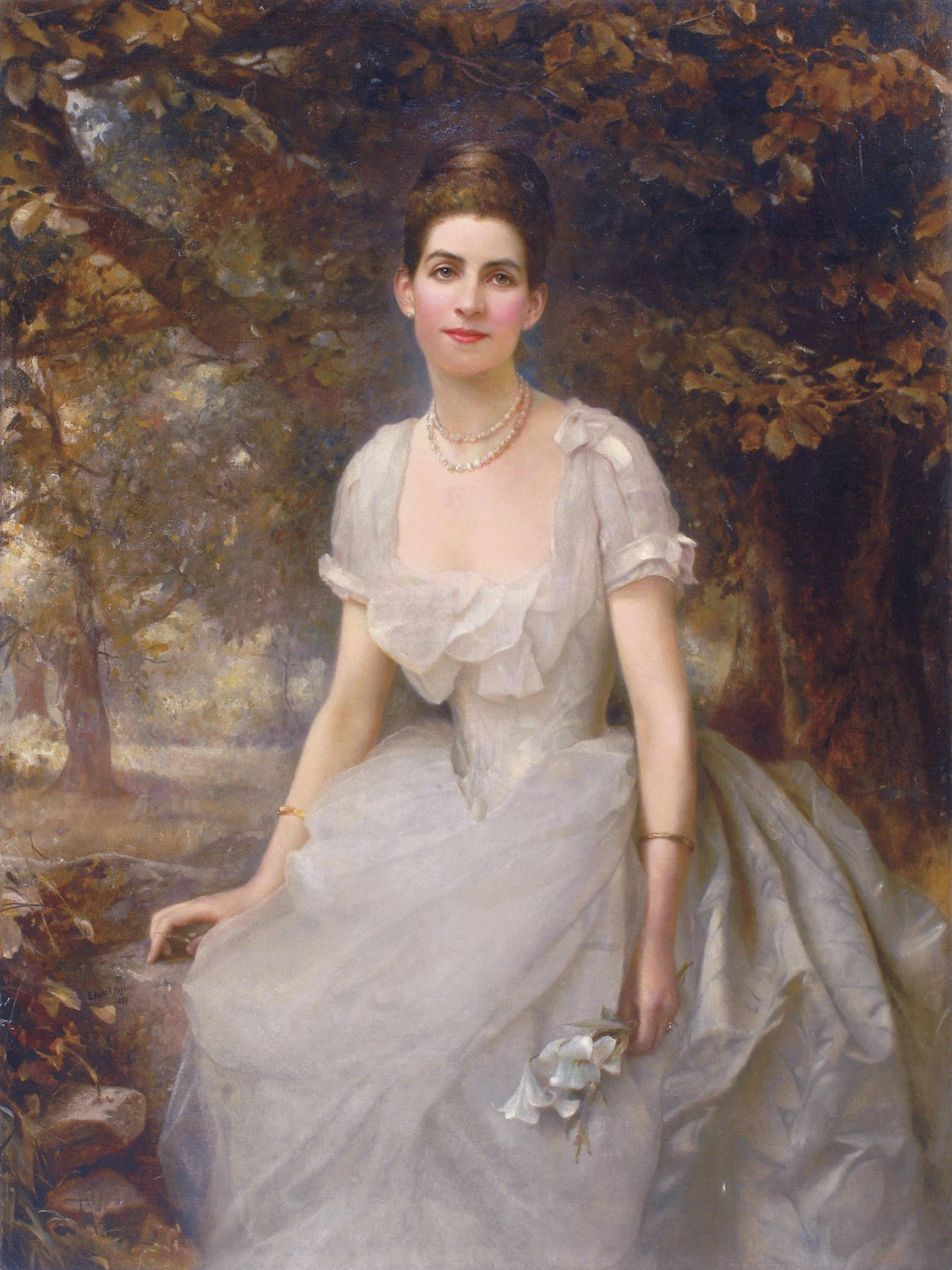
Вера Монктон-Арунделл, виконтесса Голуэй (1859—1921), Эдвард Хьюз.

24 июля 1879 года лорд Голуэй женился на Вере Гослинг (1859 — 3 января 1921), единственной дочери Эллиса Гослинга из Басбридж-холла, графство Суррей. У супругов было двое детей:
- Достопочтенная Вайолет Фрэнсис Монктон (14 мая 1880 — 24 октября 1930)[1], в 1904 году она вышла замуж за подполковника Джеффри Генри Джулиана Фицпатрика.
- Джордж Вер Арунделл Монктон-Арунделл, 8-й виконт Голуэй (24 марта 1882 — 27 марта 1943)[1].

Виконт Голуэй скончался в марте 1931 года в возрасте 86 лет. Его титулы унаследовал его единственный сын Джордж.